# 黄金世代
黄金世代（おうごんせだい）とは、特定の分野において比較的狭い年齢層に突出した才能を持つ人材が集中することを指す言葉であり、英語の「golden generation」の和訳である。近年ではスポーツ分野で用いられることが多く、代表的な人物や生年・デビュー年などを使って「○○世代」、「○○組」と表現する場合が多い。
黄金世代に対して、「golden age」という英訳をあてる例がしばしば見られるが、英語圏では「golden age」は「老人世代」もしくは「黄金時代」（特定の分野が隆盛を誇った時期）という意味で用いられることが多い。ただし、稀に「golden generation」も「老人世代」の意味で用いられることがある。

## サッカー
サッカーにおいては、U-20（20歳以下）ワールドカップ、U-17ワールドカップという世代別の世界大会が開催されていることが、サッカーを各世代で注目されやすいスポーツにしている理由だといわれている。
また、日本サッカー協会にはトレセン制度という将来トップレベルの選手になれる可能性がある選手を発掘する制度があり、男子はU-12, U-14, U-16、女子はU-12, U-15, U-18のカテゴリーで実施している。この制度によって選抜されることは、ある意味その世代がトップとなったときのエリート候補であることを意味するという。

### ポルトガル
現代において最もよく知られた黄金世代（葡: Geração de Ouro）のひとつは1969 - 1974年生まれで、1990年代に活躍したサッカーポルトガル代表の選手たちである。
1989年のワールドユース選手権ではパウロ・ソウザ、フェルナンド・コウトらを擁して優勝、さらに1991年に地元で開催された同大会にはルイス・フィーゴやルイ・コスタらが出場し、ポルトガルは連覇を果たした。ジョアン・ピントは1989年度大会および1991年度大会の双方で代表メンバーに招集され、フェルナンド・ブラッサルドと共に連覇を経験した
彼らに続く世代も、1994年のUEFAU-21選手権準優勝、1995年ワールドユース3位、1996年アトランタオリンピックベスト4といった成績を残した。
1998年までワールドカップ大陸予選での敗退が続いていたポルトガルは2000年の欧州選手権でベスト4に進出し、将来に期待を抱かせた。しかし2002年ワールドカップでは大陸予選を突破したものの、本大会ではコンディション不良から1次リーグ敗退に終わり、多くの黄金世代が大会後に代表から引退した。
2004年、地元ポルトガル開催での欧州選手権は決勝まで進出したが、ギリシャに敗れた。このとき代表に留まっていた黄金世代はフィーゴ、ルイ・コスタ、コウトのみであり、同大会後に代表から引退した。ポルトガルにおいて「黄金世代」と称された世代の全員が代表を退き、A代表としては優勝を経験しないままキャリアを終えた。

### ドイツ
2006年のワールドカップ、2008年のEUROではミロスラフ・クローゼ、ミヒャエル・バラック、バスティアン・シュヴァインシュタイガーらが躍動し、好成績を納めていた。
2010年の南アフリカワールドカップではGKにマヌエル・ノイアー、ミヒャエル・バラックに代わる司令塔にメスト・エジル、右サイドMFにトーマス・ミュラー、中盤の底にトニ・クロース、左サイドバックにジェローム・ボアテングが加入。イングランドやアルゼンチンといった強豪国に圧勝し、チームの強さを押し上げていった。
2014年のブラジルワールドカップではベテランと若手が融合したチームで本大会に臨み、ドイツ再統一以降、初となる優勝を果たした。
ロシアワールドカップでも優勝候補と見られていたが、結果はグループリーグ最下位で敗退。この大会を最後にメスト・エジルら黄金世代の選手数人が代表から退いた。さらに、自国開催だったEURO 2024でもベスト8で敗退し、「黄金世代」は全て代表から退いた。

### ベルギー

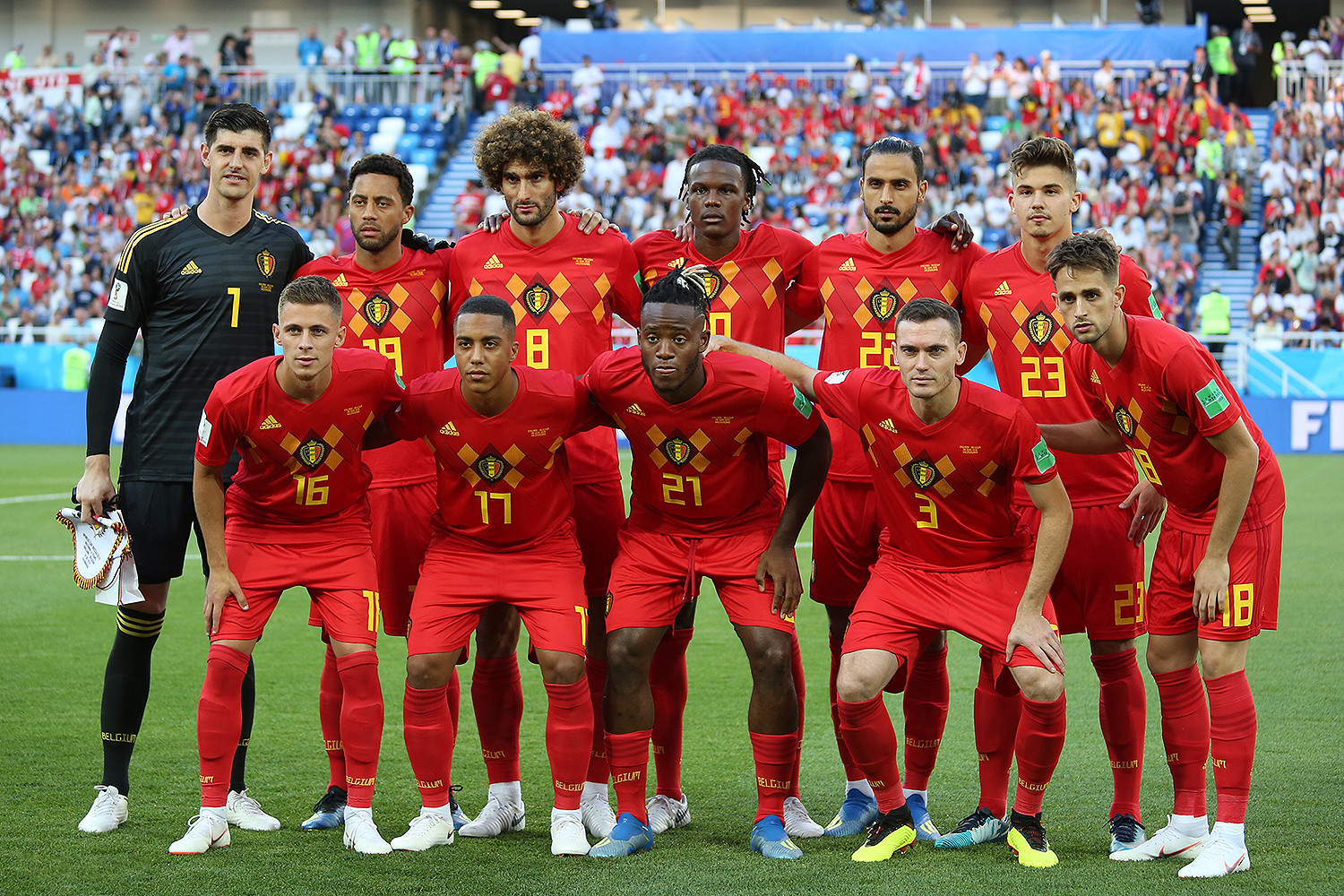
ベルギー代表チーム（2018 FIFAワールドカップ）

2010年代のサッカー界では、ベルギーの1986年以降に生まれた選手たちが黄金世代（蘭: gouden generatie、仏: génération dorée）として躍進している。なかでもエデン・アザール、ロメル・ルカク、ドリース・メルテンス、マルアン・フェライニ、ケヴィン・デ・ブライネ、ヴァンサン・コンパニ、ティボ・クルトゥワらはベルギーサッカー界の育成改革の成功例として「赤い悪魔」の主力選手となり、各々が欧州各国のビッググラブで活躍している。
ベルギー代表は、1980年欧州選手権準優勝、1986年ワールドカップ・メキシコ大会4位などの成績を収めてきたが、オランダと共催したEURO 2000で「開催国のグループリーグ敗退」という失態を犯し、2002年ワールドカップ・日韓大会を最後に、EUROとワールドカップの本大会出場から遠ざかった。ベルギーサッカー協会は2000年代はじめよりフランスやオランダの育成システムを取り入れ、スカウティングの強化、育成環境の整備、指導方法の統一などを行った。ブリュッセル大学と共同で開発した育成部門査定システム「フットパス」はドイツやイングランドのリーグでも採用され、日本のJリーグでも2015年より導入された。ワロン（フランス語圏）対フラマン（オランダ語圏）というベルギーの社会構図は代表チームにも影響してきたが、モロッコ、マリ、コンゴ、コソボなどの移民第二世代の選手の増加が多様性をもたらしている。
若きタレント集団は3大会ぶりに出場した2014年ワールドカップ・ブラジル大会でベスト8に進出。60位台に低迷していたFIFAランキングも、2015年11月に初めて1位に立った。だが、EURO 2016ではベスト8で格下のウェールズと対戦して敗れ、個人の能力頼みで組織力がない欠点を露呈した。
ロベルト・マルティネス監督の就任後は2016年9月以降無敗、9勝1分け（総得点43点）で欧州予選を通過し、2018年ワールドカップ・ロシア大会では1986年のベスト4を上回る3位を獲得した。

### クロアチア
旧ユーゴスラビア連邦の崩壊後、1991年に独立したクロアチアはダヴォール・シュケル、ズボニミール・ボバン、ロベルト・プロシネチキ、アリョーシャ・アサノビッチ、ズボニミール・ソルドら豊富なタレントを擁し、EURO'96でベスト8進出、初出場の1998年ワールドカップ・フランス大会で3位（シュケルは大会得点王）という快挙を達成し、紛争に疲弊した国民を喜ばした。
当時少年だったルカ・モドリッチ、イヴァン・ラキティッチ、マリオ・マンジュキッチ、ニコラ・カリニッチ、イヴァン・ペリシッチらは新たな黄金世代（クロアチア語: Zlatna generacija）として期待されたが、2010年ワールドカップ・南アフリカ大会は本大会出場を逃し、その後の大舞台もEURO 2016のベスト16が最高であった。そして主力選手が30歳前後になった2018年ワールドカップ・ロシア大会ではマテオ・コヴァチッチ、アンテ・レビッチら若手が加わり、ハードワークと結束力を武器に決勝戦へと進出した。決勝でフランスと対戦して敗れはしたものの、準優勝という過去最高の快挙を達成した。

### 日本

#### 概要
日本のサッカーにおける黄金世代は、「79年組」とも呼ばれ、元々は1994年に開催されたU-16アジアユース選手権カタール大会の優勝した事からこう呼ばれるようになった。この大会の主な参加選手は小野伸二、稲本潤一、高原直泰、酒井友之、播戸竜二、辻本茂輝、手島和希、本山雅志らであるが、U-16アジアユースには出場しなかったものの、その後に準優勝したU-20ワールドユースに参加した中田浩二、遠藤保仁、加地亮、小笠原満男らも含んで呼ばれる。中でも小野、稲本、高原の3人はこの世代を代表する選手であり、海外でも成功を収めた数少ないプレーヤーでもある。

#### 軌跡

##### ユース代表時代
1993年12月、滋賀県立守山高等学校サッカー部監督（当時）の松田保がU-15日本代表の監督に就任した。当初、松田は1978年生まれの選手達を中心に当初は結成しようとしたが、メンバー編成には8月1日以降生まれという制限があった為に、1979年生まれ以降の選手達までに選択肢を広めざるを得なかった。そこでチームを高原や小野、稲本らを中心にU-15日本代表を編成し、1年後の1994年にU-17日本代表としてU-16アジアユース選手権カタール大会に出場した。
同大会のグループリーグこそはUAE代表（2 - 5）とイラク代表（0 - 1）に負けたものの、韓国代表（3 - 0）とバーレーン代表（3 - 0）に勝利して、準決勝へ進出すると、準決勝のオマーン代表（4 - 3）にVゴールで勝利して決勝に進出し、決勝のカタール代表を（1 - 0）のVゴールで下し、同大会での初優勝と自力での世界選手権出場という2重の快挙を成し遂げた。
しかし、4年後に清雲栄純が代表監督に迎えて出場したU-19アジアユース選手権タイ大会では、グループリーグこそは3戦無失点という好成績で決勝トーナメントに進んだものの、決勝では韓国代表（1 - 2）に敗北するという苦汁をなめた。
ただ、1999年に当時のA代表監督も務めていたフィリップ・トルシエを代表監督に迎えて出場したワールドユース選手権・ナイジェリア大会では、イングランド代表やポルトガル代表といった強豪チームを下して決勝まで進み、スペイン代表には惨敗（0-4）したものの、「準優勝」という成績を収めて、同大会における最高成績を収めた（もし、この快挙が無ければ、彼らが“黄金世代”と呼ばれなかった可能性は高い）。

##### 五輪代表（U-23日本代表）時代
2000年9月、1999年のワールドユース選手権ナイジェリア大会に引き続いてフィリップ・トルシエが五輪代表監督を務め、新たなメンバーに1977年生まれ（松田直樹、中田英寿、宮本恒靖、柳沢敦など、柳沢以外の3人は早生まれ）と1978年生まれ（中澤佑二、中村俊輔など。ただし、中澤は早生まれ）、オーバーエイジ枠（1974年生まれの三浦淳宏、1975年生まれの森岡隆三、1976年生まれの楢﨑正剛）の選手が加わった五輪代表はシドニー五輪に出場した。
グループリーグでは南アフリカ（2 - 1）とスロバキア（2 - 1）に勝利し、ブラジル（0 - 1）には敗北したもののグループリーグを突破した。しかし、準々決勝のアメリカ（2 - 2）ではPK戦で中田英寿が外してしまい（4 - 5）、敗れた（ベスト8）。決勝トーナメント進出という成績はメキシコ五輪以来となる32年ぶりの快挙として、「史上最強」と称された彼らはこの頃から世間の注目を大きく集めるようになった。

##### A代表時代
シドニー五輪後、同年10月に出場したアジアカップ・レバノン大会で優勝して本格的にA代表（日本代表）に定着した彼らは2001年に地元で開催されたコンフェデレーションズ杯で準優勝し、翌年に控えた地元開催のFIFAワールドカップ・日韓大会へ勢いづけた。
2002年6月、地元開催となったWC日韓大会ではベルギー（2 - 2）と引き分けるもロシア（1 - 0）とチュニジア（2 - 0）から勝利を収め、グループリーグ1位通過で決勝トーナメントに進出するが、トルコ（0 - 1）と対戦して敗れた（ベスト16）。日本サッカー協会は4年後にゴールデンエイジが年齢的に全盛期となることを見越し、その創造力を発揮させられると期待して新監督にジーコを招聘した。2004年に出場したアジアカップ・中国大会では、地元の中国人サポーターによる激しいブーイング行為の洗礼に見舞われるものの、前回大会に引き続いて優勝し同大会連覇を果たした。
ただ、2006年のFIFAワールドカップ・ドイツ大会でのグループリーグ敗退を境に彼らの実力と人気は次第に下降し、2007年に出場したアジアカップ・タイ・マレーシア・ベトナム・インドネシア大会では準決勝で敗退して3連覇を逃した。この頃になると国内開催の国際親善試合であっても観客席がなかなか満員にならず、人気の面でも苦戦している。2010年のFIFAワールドカップ日本代表チームでは黄金世代と呼ばれた世代はまだまだ老け込む歳ではないにもかかわらず遠藤保仁、稲本潤一のみの出場にとどまった。

#### 選手個人の活躍
かつては各年代における代表実績に限らず、欧州リーグなどにおける活躍も突出している世代であった。
小野はUEFA杯優勝&アジア年間最優秀選手賞受賞を経験し、稲本はUEFAインタートトカップ決勝戦での欧州日本人初ハットトリック達成&優勝を経験した。高原直泰は、ブンデスリーガでの1シーズン2桁得点を挙げた。いずれも、日本サッカー界において歴史的快挙に値する実績を残している。

#### 人気
黄金世代人気はテレビ界にも反影し様々な特集が組まれる中、2002年から2006年までフジテレビで黄金世代の顔と言われている小野・稲本・高原に密着した特別番組『ワールドカップをめぐる冒険』が年に1度正月番組として放送されていた。

#### 黄金世代後の世代
新黄金世代
1990 - 1991年生まれで、2006年に黄金世代以来6大会ぶりにAFC U-17世界選手権を制覇し、3大会ぶりにU-17ワールドカップに出場した。柿谷曜一朗、齋藤学、山田直輝、水沼宏太、岡本知剛、米本拓司、鈴木大輔らが該当する。AFC U-17世界選手権で「ゴールデン・トライアングル」「ファンタスティック4」と呼ばれた中盤（柿谷・水沼・山田・岡本）など、将来が嘱望された。2012年のロンドン五輪で4位を獲得した大津祐樹、酒井宏樹、酒井高徳、山口螢、東慶悟、扇原貴宏らロンドン五輪組、そのほか大迫勇也、原口元気、工藤壮人らもこの世代に属する。
プラチナ世代
1992年生まれを中心とした世代で、2005年に韓国で開催された第1回世界幼少年サッカー大会にU-13日本代表として出場して優勝し、黄金よりも価値のあるプラチナになって欲しいという期待からこう命名された。宇佐美貴史、宮吉拓実、宮市亮、高木善朗、小島秀仁、小野裕二、武藤嘉紀、柴崎岳、杉本健勇、小川慶治朗、昌子源などが該当する。2009 FIFA U-17ワールドカップではグループリーグ3戦全敗を喫したが、ネイマールらを擁するブラジルと2-3の接戦を演じた。
その後、この世代が中心となって日本サッカーを牽引すると期待されたものの、2010年に開催されたAFC U-19選手権で敗退した為、2011 FIFA U-20ワールドカップ本大会出場を逃す。2012年のロンドン五輪代表の登録メンバーには18名中2名(宇佐美、杉本)の選出に留まり、更に2014 FIFAワールドカップの登録メンバーには予備登録含めて1人も選ばれる事は無く、若くしての活躍を期待されていた中、厳しい現実を突きつけられている。
2018 FIFAワールドカップを目指す代表では、この世代が年齢的にピークを迎えつつあった為、多くの選手が代表入りを果たした。本大会のメンバーでもこの世代から6人が選ばれているが、レギュラーとして起用されたのは柴崎と昌子の2名に留まった。
2022 FIFAワールドカップを目指す代表になると、世代のトップを走っていた選手で継続的に招集されたのは柴崎のみとなった。しかしその柴崎もアジア最終予選でのミスと若手の突き上げにより、ポジションを失ってしまった。
一方でこの時期に台頭したのが、早生まれであった為にこの世代での争いに中々食い込めなかった遠藤航と、高校卒業まで全国大会や代表には一切縁が無く、大学経由でプロデビューを果たした伊東純也の2名である。この2名は、2026 FIFAワールドカップを目指す代表にも引き続き招集されている。
日本サッカーの未来を担うと期待されていた世代だったが、最終的に代表で生き残ったのは、世代の中心にいた選手では無く、元々はそこから外れていた2名であった事が、プロになってからでなければ、本当の評価は分からない事を物語っている。
新黄金世代
東京五輪に出場した1997 - 2000年生まれの選手たちがA代表で力を付け、黄金世代と言われつつ有る。堂安律、冨安健洋、板倉滉、三笘薫、田中碧、上田綺世、前田大然や、東京五輪には選出されなかったがその後台頭した伊藤洋輝らが該当する。また厳密にはパリ五輪世代に該当する久保建英や鈴木彩艶もこの世代に含まれることがある。東京五輪本大会では、日本代表はあと一歩メダルに届かなかった。ドイツ、スペインに勝利した2022 FIFAワールドカップの日本代表はこの世代が中心である。
2026 FIFAワールドカップを目指す代表にも、2022年大会のメンバーに選ばれなかった中村敬斗、小川航基、町田浩樹といった選手達が代表に定着している。

#### 女子サッカー
日本の女子サッカー界では、2011 FIFA女子ワールドカップで初優勝しロンドンオリンピックで銀メダルを獲得した日本代表を黄金世代と呼ぶことがある。ただし年齢の幅が広いため特定の年代を指す用語ではない。
またU-17女子日本代表が2010 FIFA U-17女子ワールドカップでU-17の女子サッカー史上最高となる準優勝という結果を残したことから、黄金世代と呼ばれた。なお、4年後の2014 FIFA U-17女子ワールドカップでは、日本が初優勝を果たしている。

## プロ野球

### 日本
日本のプロ野球でも、各世代ごとに黄金世代と呼ばれる選手が輩出している。
- 桑田清原世代 - 桑田真澄、清原和博、佐々木主浩、田中幸雄、佐々岡真司、野田浩司、デニー、河本育之、渡辺智男、入来智、遠山奨志、西山秀二ら、1967年4月2日から1968年4月1日までに生まれた選手。
- 松坂世代 - 松坂大輔、和田毅、多田野数人、藤川球児、後藤武敏、古木克明、杉内俊哉、久保裕也、村田修一、新垣渚、東出輝裕、永川勝浩、木佐貫洋、小野寺力、赤田将吾、久保田智之、上本達之、小池正晃、久保康友、矢野謙次、小谷野栄一、杉山直久、渡辺直人、梵英心、館山昌平、實松一成、長田秀一郎、森本稀哲、江草仁貴ら、1980年4月2日から1981年4月1日までに生まれた選手。
- ハンカチ世代 - 田中将大、前田健太、坂本勇人、澤村拓一、吉川光夫、大野雄大、梶谷隆幸、石山泰稚、石川歩、會澤翼、秋吉亮、福山博之、秋山翔吾、柳田悠岐、宮﨑敏郎、松永昂大、堂上直倫、増田達至、斎藤佑樹、大石達也、上田剛史、増渕竜義、福田秀平、大嶺祐太、亀澤恭平ら、1988年4月2日から1989年4月1日までに生まれた選手。
- 大谷・藤浪世代 - 大谷翔平、藤浪晋太郎、鈴木誠也、田村龍弘、濵口遥大、北條史也、佐々木千隼、京田陽太、田中和基、吉川尚輝、大山悠輔、西川龍馬、近本光司、田中正義、柳裕也、石井一成、木浪聖也ら、1994年4月2日から1995年4月1日までに生まれた選手。

## サッカー・プロ野球以外のスポーツ

### 大相撲
- 花のニッパチ組 - 第55代横綱北の湖敏満（北海道出身）、第56代横綱二代目若乃花若乃花幹士（青森県出身）、2年下の第58代横綱千代の富士貢（北海道出身）1年上の第59代横綱隆の里俊英（青森県出身）、3年上の貴ノ花利彰（北海道出身）ら、昭和50年代に活躍した1953年（昭和28年）4月2日から1954年（昭和29年）4月1日までに生まれた力士。
- 花のサンパチ組 - 第60代横綱双羽黒光司（三重県出身）、第61代横綱北勝海信芳（北海道出身）、大関小錦八十吉（ハワイ出身）と1年上の第62代横綱大乃国康（北海道出身）、3年上ながら大卒で同時期に活躍した第63代横綱旭富士正也（青森県出身）、大関北天佑勝彦（北海道出身）ら、1980年代に活躍した1963年（昭和38年）4月2日から1964年（昭和39年）4月1日までに生まれた力士。
- 花の六三組 - 第64代横綱曙太郎（ハワイ出身）、貴ノ花の2人息子で第65代横綱貴乃花光司（東京都出身）、第66代横綱若乃花勝（東京都出身）の両横綱、大関魁皇博之ら1988年（昭和63年）3月場所で初土俵を踏んだ力士。
- 花のゴーイチ組 - 大関の千代大海龍二、栃東大裕ら、平成10年代に活躍した1976年（昭和51年）4月2日から1977年（昭和52年）4月1日までに生まれた力士。
- 花のロクイチ組 - 第72代横綱・稀勢の里寛、大関の豪栄道豪太郎ら、1986年（昭和61年）4月2日から1987年（昭和62年）4月1日までに生まれた力士。
- 花のヨン組 - 大関御嶽海久司ら、1992年（平成4年）4月2日から1993年（平成5年）4月1日までに生まれた力士。
- 花のイチイチ組 - 第74代横綱・豊昇龍智勝ら、1999年（平成11年）4月2日から2000年（平成12年）4月1日までに生まれた力士。

### スキージャンプ
- 日の丸飛行隊 - 札幌オリンピック直前から世界トップレベルに駆け上がった昭和40年代に活躍した世代。オリンピック前のワールドカップ、世界選手権で上位を占め、札幌オリンピックではメダルを独占した。日本人初の五輪金メダル、日本人初のワールドカップジャンプ週間優勝、世界選手権銀メダルを獲得した笠谷幸生（北海道出身）、札幌オリンピック銀メダルの金野昭次（北海道出身）、札幌オリンピック銅メダルの青地清二（北海道出身）、日本人初の世界選手権銀メダルを獲得した藤沢隆（北海道出身）、羽幌高校時代に高校生初の世界選手権代表に選ばれた沢田久喜（北海道出身）、日本人初のワールドカップ入賞者である笠谷昌生（北海道出身）、日本人2人目のワールドカップ10位以内となった淺利正勝（北海道出身）、当時の日本チャンピオンの益子峰行（北海道出身）らが居る。
- ジャンプ黄金世代-札幌オリンピック以降、10年近くワールドカップ入場者も出ない低迷期が続いていたが1979年シーズンにワールドカップで日本人2人目の優勝者となった八木弘和（北海道出身）、3人目の優勝者となった秋元正博（北海道出身）がその後の1980年レークプラシッドオリンピックで八木が銀メダルを、秋元が4位となり、八木はそのシーズンで日本人過去最高の年間総合4位となり、秋元は1984年までに4勝を挙げ、その後の活躍が期待されたが、21才で不振に陥った八木、複雑骨折と自動車事故で選手生活を棒に振った秋元に続く選手が現れず、その後10年間日本ジャンプ界は不振に陥る。
- ジャンプ黄金世代（第二期） -1990年代に世界最強となった世代である。この世代は30年間他の世代を寄せ付けず日本代表を独占し続けた。日本ジャンプ10年周期により、1969年（笠谷、青地、金野、沢田、浅利）、1979年（秋元、八木）に次いで1989年に天才少年原田雅彦（北海道出身）がワールドカップで日本人としては笠谷兄弟、藤沢、金野、青地、秋元、八木に次ぐ8人目の入賞者となった。原田はその後世界選手権、ワールドカップ、オリンピックを制して世界トップクラスの選手となった。90年代に入ると原田に続いて、岡部孝信（北海道出身）、齋藤浩哉（北海道出身）、葛西紀明（北海道出身）、宮平秀治（北海道出身）、船木和喜（北海道出身）、吉岡和也（北海道出身）、東輝（北海道出身）がワールドカップを制し、須田健仁（北海道出身）、西方仁也（長野県出身）が2位、安崎直幹（北海道出身）が4位、東和広（北海道出身）が7位に入った。その他、上原子次郎（北海道出身）がオリンピック4位となった。ワールドカップ年間総合では船木が日本人初のチャンピオンとなり、葛西が年間2位、原田、岡部、吉岡、宮平、東輝が10位以内に入り世界を席巻した。世界選手権では原田に続き、葛西、岡部、船木がチャンピオンになった。オリンピックでは船木、原田、葛西、岡部が個人メダルを獲得した。この世代は30代以降も国内トップを占めたが、他の世代に有力選手が現れず、日本の地位は徐々に低下している。

### ゴルフ
- 黄金世代 - 勝みなみ、畑岡奈紗、新垣比菜、大里桃子、渋野日向子、小祝さくら、原英莉花、淺井咲希、河本結、植竹希望、高橋彩華、吉本ひかる、臼井麗香、ティーチングプロの三浦桃香ら、1998年4月2日から1999年4月1日までに生まれた女子プロゴルフ選手。

ロレックス世界ランキング1位の宮里藍や横峯さくら、藤田さいき、諸見里しのぶ、上田桃子らの活躍に影響を受けたとされている。勝はJLPGA国内ツアー最年少優勝（15歳293日）、畑岡はアマチュア初の日本女子オープン優勝（2016年）、渋野は日本人としては樋口久子（1977年全米女子プロ）以来42年ぶり2人目となるメジャー制覇（2019年全英女子オープン）を果たした。
- ミレニアム世代/プラチナ世代 - 古江彩佳、西村優菜、吉田優利、安田祐香、小倉彩愛、後藤未有、澁澤莉絵留、上野菜々子、阿部未悠ら、2000年4月2日から2001年4月1日までに生まれた女子プロゴルフ選手。
- 新世紀世代 - 笹生優花、山下美夢有、西郷真央の女子プロ花の高3トリオ[22]。他にリ・ハナら2001年4月2日から2002年4月1日までに生まれた女子プロゴルフ選手。笹生は米ツアーメジャー2021年全米女子オープン優勝、日本人女子ゴルファーとして樋口、渋野に次ぐ史上3人目、またフィリピン国籍を持つ女子ゴルファーとしては史上初。山下は2022年公式戦2勝を含む5勝で年間女王。西郷は2022年出場10戦5勝勝率5割でJLPGA最速記録。リハナは2020-21年統合シーズンの下部ツアー（ステップアップ）で賞金女王。
- ダイヤモンド世代 - 竹田麗央、神谷そら、櫻井心那、川崎春花、尾関彩美悠、佐藤心結、小林夢果ら、2003年度生の女子プロゴルフ選手。

### 競馬

#### 騎手
- 馬事公苑花の15期生 - 岡部幸雄ら、競馬学校の前身である馬事公苑第15期長期騎手講習を修了した騎手。
- 競馬学校花の12期生 - 福永祐一ら、1993年に日本中央競馬会（JRA）の競馬学校騎手課程に入学した騎手。

#### 競走馬
- 花の47年組 - 1969年生まれで1972年（昭和47年）に4歳（旧表記）だった競走馬。
- TTG - トウショウボーイ、テンポイント、グリーングラス
- 平成三強 - オグリキャップ、スーパークリーク、イナリワン
- 1998年クラシック世代 - 1995年生まれで1998年に4歳（旧表記）だった競走馬。スペシャルウィーク・セイウンスカイ・キングヘイローなどが「クラシック3強」と呼ばれ、エルコンドルパサー・グラスワンダー・アグネスワールドなどの外国産馬もGI戦線（海外GIも含む）活躍した世代。

### 競輪
- 日本競輪学校第29期生 - 1972年にデビュー。加藤善行、阿部良二、天野康博、久保千代志の4人が特別競輪（現在のGI）の優勝を経験し、「花の29期生」と謳われた。

### 競艇
- 85期 - 1999年11月にデビューしたボートレーサー。湯川浩司、田村隆信、井口佳典、丸岡正典、森高一真の5人がSG競走を制覇。女子選手の田口節子も女子王座決定戦競走を2度、賞金女王決定戦競走を1度制覇した。85期は「銀河系軍団」と呼ばれる。この命名者は山本隆幸である。

### バスケットボール
- 花の78年組 - 石川幸子・江口真紀ら、1978年4月2日から1979年4月1日の間に生まれた選手。
- 竹内世代 - 竹内公輔・竹内譲次ら、1984年4月2日から1985年4月1日の間に生まれた選手。2007年ユニバーシアードベスト4の快挙を決める原動力となった。
- 1993年世代 - 本橋菜子、宮澤夕貴、藤岡麻菜美、三好南穂、長岡萌映子ら1993年4月2日から1994年4月1日の間に生まれた選手[23]。2020年東京オリンピック銀メダルの原動力となった。

### バレーボール
- メグカナ世代 - 栗原恵、大山加奈ら、1984年4月2日から1985年4月1日の間に生まれた選手。

### 卓球
- ミレニアム世代 - 2000年前後に生まれた女子選手[24]。主な選手に2000年生まれの伊藤美誠、平野美宇、早田ひな、および1999年生まれの加藤美憂がいる。特に伊藤、平野、早田の2000年生まれ3人は幼少期からしのぎを削り合ったライバルである。なお、全日本卓球選手権大会の女子シングルスでは、2017年 平野美宇の16歳9か月での史上最年少優勝を皮切りに、2018年、2019年 2022年 伊藤美誠、2020年 2023年 2024年 早田ひなと、いずれも2000年生まれの3人が優勝している。

伊藤は2016年リオ・オリンピックにて女子団体で史上最年少で銅メダルを獲得し、2021年の東京オリンピックでは水谷隼とのペアで出場した混合ダブルスで卓球では日本初となるオリンピック金メダリストとなった。
平野は2017年アジア卓球選手権にて世界ランク1位（当時）の丁寧をはじめ中国トップ3選手を破って21年ぶりにアジア女王となり、同年の世界選手権にて48年ぶりの女子シングルス・メダル獲得（銅メダル）。
早田は2017年世界卓球の女子ダブルス（伊藤とのペア）で16年ぶりにメダル（銅メダル）を獲得したのを皮切りに、以後おもに女子ダブルス、混合ダブルスで快進撃を見せたが、近年はシングルスでも力を発揮し2021年アジア卓球選手権にて三冠（女子シングルス、混合ダブルス、女子団体）、同年の世界卓球で女子シングルス・ベスト16、女子ダブルス（伊藤とのペア）と混合ダブルス（張本智和とのペア）で銀メダル、2023年は世界選手権では女子シングルで銅メダル、アジア競技大会では女子シングルで銀メダルを獲得した。

### 陸上競技
- 東海大学黄金世代 - 鬼塚翔太や關颯人、阪口竜平、館澤亨次ら、2016年に東海大学陸上競技部に入部した長距離選手[25]。

他大学に進学した同期には、相澤晃（東洋大学、10000m元日本記録保持者）、伊藤達彦（東京国際大学、相澤とともに2020年東京オリンピック男子10000m日本代表）、阿部弘輝、河村一輝（以上明治大学、河村は1500m日本記録保持者）、吉田祐也（青山学院大学）、青木涼真（法政大学、2020年東京オリンピック、2024年パリオリンピック男子3000m障害日本代表）、太田智樹（早稲田大学、2024年パリオリンピック男子10000m日本代表）、浦野雄平、土方英和（以上國學院大學）、山下一貴（駒澤大学）、赤﨑暁（拓殖大学、2024年パリオリンピック男子マラソン日本代表）など、後の陸上男子長距離界を引っ張ることになる選手が揃っており、「花の97年組」とも呼ばれている。女子では五島莉乃（中央大学、2024年パリオリンピック女子10000m日本代表）、一山麻緒（高卒、2020年東京オリンピック女子マラソン8位入賞）などがいる。

### ボクシング
- 1988世代 - 1988年4月2日から1989年4月1日の間に生まれた選手[27][28]。2024年10月時点で亀田大毅、井岡一翔、宮崎亮、木村翔、小國以載、さらに女子の吉田実代を合わせた6人が世界王座を獲得している
- 1995世代 - 1995年4月2日から1996年4月1日の間に生まれた選手[27][28]。2024年10月時点で田中恒成、比嘉大吾、山中竜也、井上拓真、ユーリ阿久井政悟、岩田翔吉、堤聖也の7人がプロで世界王座を獲得し、世代別最多となっている。アマチュアでも坪井智也、岡澤セオンの2人が世界選手権優勝を果たしている。

## スポーツ以外

### 漫画
- 24年組 - 萩尾望都・竹宮惠子ら1949年（昭和24年）ごろに生まれた少女漫画家のこと。SF、ファンタジー、古典などのシチュエーションを用いてそれまでの少女漫画の常識を打ち破るような作品を発表した[29]。

### 将棋
- 羽生世代 - 羽生善治・森内俊之・佐藤康光ら、1970年前後生まれを中心とする棋士。
- 55年組 - 高橋道雄・南芳一など1980年（昭和55年）にデビューした棋士。

### 政界
- 花の昭和44年組 - 羽田孜・森喜朗・小沢一郎ら、1969年（昭和44年）の第32回衆議院議員総選挙で初当選した政治家。

### 芸能界
- 花の82年組 - 中森明菜、小泉今日子、松本伊代、石川秀美、堀ちえみ、早見優ら、1982年にデビューした新人女性歌手。

### 学術
- 55年組 - 棟居快行、長谷部恭男ら、1955年前後に生まれた憲法学者。

### 官僚
- 花の54年組 - 香川俊介、加藤勝信、木下康司、田中一穂ら、1979年（昭和54年）に大蔵省（現：財務省）に入省したキャリア官僚[30][31]。

### SASUKE
- SASUKE新世代 - SASUKEオールスターズに代わって2009年の第22回大会以降に活躍した漆原裕治（史上3人目の完全制覇者及び史上初の2度の完全制覇者）を中心とした有力選手。年代としては最年長は1978年生まれの漆原裕治、最年少は1989年生まれの又地諒と幅広い。
- 森本世代 - 森本裕介（史上4人目の完全制覇者）、多田竜也ら、1991年から1993年に生まれた有力選手。山田軍団 黒虎の山本良幸もこの世代にあたる。2024年に開催された「SASUKEワールドカップ」の「Japan Red」の主力選手となった。